# روبين غارسيا
روبين غارسيا (بالإسبانية: Rubén Gracia Calmache) (مواليد 3 أغسطس 1981 في سرقسطة - إسبانيا) لاعب كرة قدم إسباني يلعب حاليا لصالح نادي الدرجة الأولى فياريال الإسباني منذ 2006 في مركز الوسط المهاجم كما يجيد اللعب في مركز الجناح الأيمن والأيسر .

## روابط خارجية
- روبين غارسيا على موقع قاعدة بيانات كرة القدم.إي يو (الإنجليزية)
- روبين غارسيا على موقع Soccerway.com (الإنجليزية)
- روبين غارسيا على موقع عالم كرة القدم.نت (الإنجليزية)
- روبين غارسيا على موقع كووورة
- روبين غارسيا على موقع AS.com (الإسبانية)